# Regius Professor of Geology (Edinburgh)
Der Regius Professor of Geology (anfänglich Murchison Professor of Geology and Mineralogy) ist eine Regius Professur für Geowissenschaften an der University of Edinburgh in Schottland. Das Fach wurde in Edinburgh ab 1770 in der als Regius Professor of Natural History durch George III. gestifteten Professur unterrichtet. Der erste Inhaber dieses Lehrstuhls für Naturgeschichte war Robert Ramsay. Ab 1871 wurde der Lehrstuhl für Geologie als eigenständige Professur weitergeführt. Der erste Inhaber dieses Lehrstuhls war Archibald Geikie. Die Stiftung fällt in die Regierungszeit von Königin Victoria.

## Geschichte des Lehrstuhls

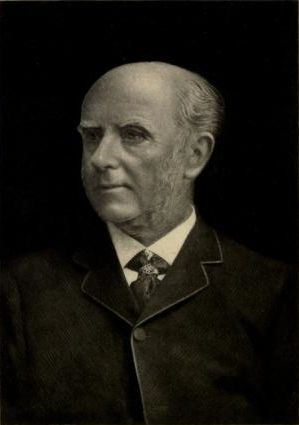
Archibald Geikie – erster Regius Professor of Geology

1870 betrieb der damalige Leiter der britischen Vermessungsbehörde, Roderick Impey Murchison, die Aufteilung der Professur für Natural History in einen biologischen und einen geologischen Zweig. Er bot 6000 Pfund als Stiftung, bestand aber auf der Forderung, den Lehrstuhlinhaber selbst zu benennen. Die Genehmigung der Einrichtung des Lehrstuhls wurde zwar durch das Schatzamt erteilt, aber die Ernennungsklausel wurde dabei ausgeschlossen. Archibald Geikie, damals Präsident der Edinburgh Geological Society, wurde als erster Professor gewählt. Gleichzeitig war er ein Protegé von Murchison, der so doch seinen Willen bekam.
Geikie wechselte aus der Professur in den öffentlichen Dienst und wurde Generaldirektor des geologischen Dienstes in Großbritannien und 1891 in den Adelstand erhoben. Sein jüngerer Bruder James übernahm den Lehrstuhl und führte ihn bis 1914 erfolgreich weiter. Ihm folgte Thomas John Jehu nach. In der Bekanntgabe dieser Ernennung wird die Professur nicht mehr wie unter den beiden Geikies als Murchison Professor, sondern als Regius Professor of Geology bezeichnet.
Die Professur ist seit 2002 Teil der School of GeoSciences.

## Inhaber
| Name                     | Namenszusatz                                                 | von           | bis            | Anmerkung |
| ------------------------ | ------------------------------------------------------------ | ------------- | -------------- | --- |
| Archibald Geikie         | Esq., F.R.S.                                                 | 1871          | 1882           | Archibald war der erste Professor auf der damals als Murchison Professor of Geology and Mineralogy benannten Professur. Nach seinem Rückzug von der Professur wurde er Generaldirektor des geologischen Dienstes in Großbritannien und 1891 in den Adelstand erhoben. |
| James Geikie             |                                                              | 1882          | 1914           | James ist der jüngere Bruder von Archibald. Zum Zeitpunkt seiner Ernennung war James Großbritanniens führender Experte für die Geologie des Pleistozäns. Er vertrat als erster die These, dass sich die menschliche Besiedlung Europas auch durch die Eiszeit hinweg fortsetzte. 1914 zog er sich von der Professur zurück. |
| Thomas John Jehu         | M.D., M.A., F.R.S.E., F.G.S.                                 | 1914          | 1943           | Vor seiner Ernennung hatte Jehu an der University of St. Andrews Geologie gelesen. |
| Arthur Holmes            | Esq., D.Sc., A.R.C.Sc., F.R.S., M.R.I.A., M.I.Min.E., F.G.S. | 1943          | 1956           | Vor seiner Berufung hatte Holmes an der University of Durham gelehrt. Er war ein Pionier der Auswertung radioaktiver Substanzen zur Altersbestimmung von Gesteinen, hatte sich mit Erklärungsversuchen zu Wegeners Theorie der Plattentektonik befasst und schrieb mit Principles of Physical Geology ein bis heute gültiges Standardwerk. |
| Frederick Henry Stewart  | Esq., B.Sc., Ph.D.                                           | 30. Sep. 1956 | 1982           | Stewart kam von der University of Durham nach Edinburgh. Der Nachruf Stewarts nennt 1982 als das Jahr seiner Emeritierung. Die Aussage wird durch die Mitteilung über die Ernennung seines Nachfolgers in der London Gazette vom 1. April 1986 bestätigt. |
| Geoffrey Stewart Boulton | O.B.E., B.Sc., Ph.D., DSc, F.R.S., F.R.S.E.                  | 1986          | 2006           | 1999 wurde Boulton zum Officer des Order of the British Empire (vierte Stufe) ernannt. Sein Titel wurde mit Regius Professor of Geology and Mineralogy wieder näher an der früheren Bezeichnung angegeben. |
| Dick Kroon               |                                                              | 1. Okt. 2006  | bis 2022-05-22 | Ausgebildet an der Vrije Universiteit Amsterdam war Kroon früh mit dem Ocean Drilling Program verbunden. Er wechselte an die University of Edinburgh, wo er sich durch die akademischen Ränge bis zu einer Professur für Paläozeanographie hoch arbeitete. Er ging als Nachfolger seines Doktorvaters zurück nach Amsterdam und kam als Regius Professor zurück nach Edinburgh. Kroon war einer der Hauptakteure bei der Erweiterung der Klimageschichte der Erde, die aus Meeressedimenten ermittelt wurde. |